# Ain Maatouf
Ain Maatouf (franska: Ain Maatouf (CR), Ain Maatouf (Commune Rurale), arabiska: سيدي امحمد بن لحسن) är en kommun i Marocko.   Den ligger i provinsen Taounate och regionen Fès-Meknès, i den nordöstra delen av landet, 210 km öster om huvudstaden Rabat. Antalet invånare är 11 165.